# ウガマク島
ウガマク島 (ウガマクとう、Ugamak Island、アレウト語: Ugangax̂)はアラスカ州アリューシャン列島フォックス諸島クレニッツァン諸島を構成する一つの島である。

## 地理
長さ5.9マイル (9.5 km)でアクタン島の東32マイル (51 km)に位置する。南東にはウガマク湾があり、ウガマク海峡は3マイル幅の海峡で、カリガガン島とウガマク島を分けている。

## 名前
島の名前はイヴァン・ベニアミノフによって転写されたアレウト語の地名で、R・H・Geogheganによると、"ceremony island"を意味すると思われる。